# Pablo Ferrández Castro
Pablo Ferrández Castro   (Madrid, 19 de març de 1991) és un violoncel·lista madrileny. Fill de una família de músics, la seva mare guitarrista i creadora del mètode Mago Diapasón per formar l'oïda absoluta en nadons i el seu pare, gallec, alumne de Lluís Claret, violoncel∙lista inspirat per Pau Casals. Va començar a aprendre solfeig i a llegir música des que tenia nou mesos. Als 13 anys va entrar a l'Escola Superior de Música Reina Sofía de Madrid i amb 19 va marxar a Kronberg a estudiar a l'escola de solistes de corda Acadèmia Kronberg. El 2012 va ser el guanyador de la Beca Pau Casals i el 2015 va ser el primer músic espanyol guardonat al Concurs Internacional Txaikovski amb el quart premi de violoncel. El 2016 va ser nomenat Millor Artista Jove de l’Any als International Classical Music Awards (ICMA). El 2018 va rebre el premi Fundació Princesa de Girona d’arts i lletres ex aequo. El 2021 va publicar el seu àlbum de debut "Reflections" amb Sony Classical, juntament amb el pianista Denis Kozhukhin, on ha enregistrat obres de Rakhmàninov, Falla, Granados i també l'arranjament que Pau Casals va fer d'«El cant dels ocells».